# 해성부대
해성부대(海星部隊)는 테러 예방을 위한 국제적 연대에 동참하고 미국의 동맹국으로서 대테러 작전에 필요한 수송 및 전투 지원을 제공하기 위해 파병된 대한민국 해군의 부대였다. 부대명의 의미는 "별을 보고 대양을 건너서 세계평화에 기여하라"을 말한다.

## 기록
해성부대는 임무 종료까지 고준봉급 상륙함 4척과 연인원 823명이 작전에 투입되어 총 6개 진으로, 15회의 5300여 톤의 군수, 재난 및 구호 물자를 수송, 추락한 미국 공군의 B-1 랜서의 기체 탐색과 미국 해군 사격 훈련장을 위해 괌 해상 조사 등으로 총 17회의 임무로 항구적 자유 작전-아프가니스탄 지원 임무를 성공적으로 수행했을 뿐만 아니라 평화 애호국으로서 국가 위상 제고와 대한민국과 미국의 군사 동맹 강화에 크게 기여했다. 그 외에도 해성부대는 해상 사고에 구조작전을 펼쳐 조난자를 구했다.

## 같이 보기
- 이라크 전쟁
- 청마부대
- 다산부대
- 동의부대